# Сири, Алехандро
Алехандро Даниэль Сири Перес (исп. Alejandro Daniel Siri Pérez; род. 17 декабря 1963) — аргентинский хоккеист на траве, полевой игрок. Участник летних Олимпийских игр 1988 и 1992 годов, чемпион Панамериканских игр 1991 года, серебряный призёр Панамериканских игр 1987 года.

## Биография
Алехандро Сири родился 17 декабря 1963 года.
В составе сборной Аргентины по хоккею на траве завоевал две медали хоккейных турниров Панамериканских игр: серебряную в 1987 году в Индианаполисе, золотую в 1991 году в Гаване.
В 1988 году вошёл в состав сборной Аргентины по хоккею на траве на летних Олимпийских играх в Сеуле, занявшей 8-е место. Играл в поле, провёл 7 матчей, мячей не забивал.
В 1990 году участвовал в чемпионате мира в Лахоре, где аргентинцы заняли 7-е место.
В 1992 году вошёл в состав сборной Аргентины по хоккею на траве на летних Олимпийских играх в Барселоне, занявшей 11-е место. Играл в поле, провёл 7 матчей, мячей не забивал.
После окончания игровой карьеры стал тренером.